# Medalla per la Restauració de les Mines de Carbó de Donbass
La Medalla per la Restauració de les mines de carbó del Donbass (rus:Медаль «За восстановление угольных шахт Донбасса») va ser una medalla civil de la Unió Soviètica, establerta el 10 de setembre de 1947 per decret del Presídium del Soviet Suprem de la URSS per reconèixer els mèrits personals dels participants en la recuperació de les mines de carbó del Donbàs.
Els estatuts de la medalla van ser corregits el 18 de juliol de 1980 per decret del Presídium del Soviet Suprem de la URSS Nº 2523-X.
S'atorgà en 46.350 ocasions.

## Estatuts de la medalla
La medalla "Per la restauració de les mines de carbó del Donbass" va ser atorgada a treballadors, oficinistes, enginyers i empresaris pel treball destacat, una gran producció i per les fites assolides en la recuperació de les mines carboníferes del Donbàs.
Les recomanacions per a la concessió de la medalla eren fetes pels caps de les empreses, del Partit i dels sindicats. Les llistes dels potencials receptors eren revisades en nom del Presídium del Soviet Suprem de la URSS pel Ministre de la Indústria Carbonífera de la URSS, el Ministre de Construcció de la URSS o el Ministre d'indústries químiques o petrolieres de les zones occidentals.
La concessió de la medalla era realitzada en nom del Presídium del Soviet Suprem dels comitès executius nacionals de Soviets a les comunitats dels receptors. La medalla havia de ser lluïda amb honor, per a que servís com a exemple de l'alta consciència i observança de la disciplina laboral i integritat en la realització de les tasques públiques.
Era lluïda al costat esquerre del pit i, en presència d'altres medalles de la Unió Soviètica, se situava immediatament després de la medalla per la Restauració de la Indústria Metal·lúrgica. Quan es llueix en presència d'ordes o medalles de la Federació Russa, aquestes tenen precedència.

## Descripció de la medalla
La medalla "Per la Restauració de les mines de carbó del Donbass" és una medalla circular de llautó de 32mm de diàmetre. A l'anvers, al costat esquerre, apareix el relleu d'una mina restaurada, una bandera onejant al capdamunt d'una torre; al costat dret, la imatge en relleu d'un miner amb casc mirant a l'esquerra portant un mall sobre l'espatlla dreta; al centre, al fons, el Sol amb raigs que arriben fins a la punta superior de la medalla. A través de la circumferència superior apareix la inscripció en relleu " Per la Restauració de les mines de carbó del Donbas" (rus: «За восстановление угольных шахт Донбасса»); a la part inferior de la circumferència, una imatge en relleu d'una estrella de 5 punts amb una branca de llorer.
Al revers apareix la imatge en relleu de la falç i el martell sobre la inscripció en dues línies "TREBALL A LA URSS – UNA QÜESTIÓ D'HONOR" (rus: «ТРУД В СССР — ДЕЛО ЧЕСТИ»).
Penja per una anella d'un galó pentagonal rus cobert per una cinta de seda moaré de 24mm d'ample, amb una franja negra de 0,5mm a les puntes i tres franges daurades de 5mm separades per dues negres de 4mm d'ample.
L'autor de la medalla és l'artista Ivan Ivànovitx Dubasov.